# Place Aristide-Briand (Reims)
Pour les articles homonymes, voir Place Aristide-Briand.
La place Aristide-Briand est une place de la commune française de Reims, dans le département de la Marne, en région Grand-Est.

## Origine du nom
Elle porte le nom de l'avocat et homme politique Aristide Briand (1862-1932).

## Historique
Elle est située à l'emplacement de l'ancienne porte Cérès de l'enceinte romaine de la ville.
En son centre un monument en hommage aux infirmières du monde qui fut construit après une souscription internationale par Juliette Adam sur la place. L'architecte était Charles Giraud et le sculpteur Denys Puech. La statue fut inaugurée le 11 novembre 1924.

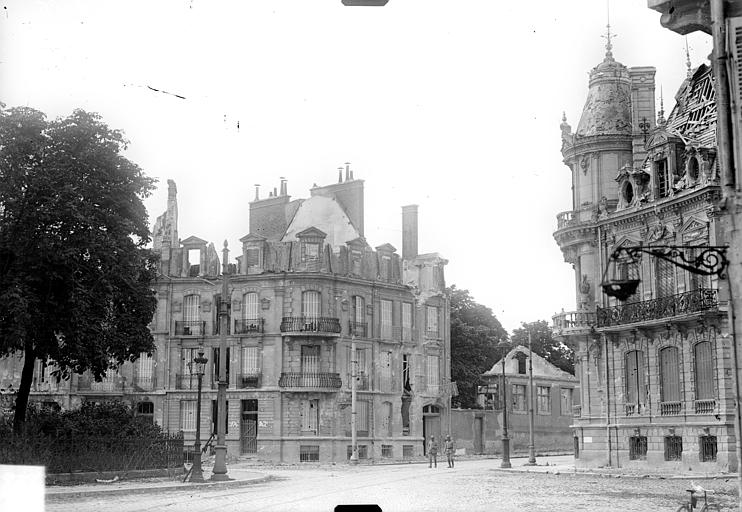
Destructions lors de la Grande guerre.
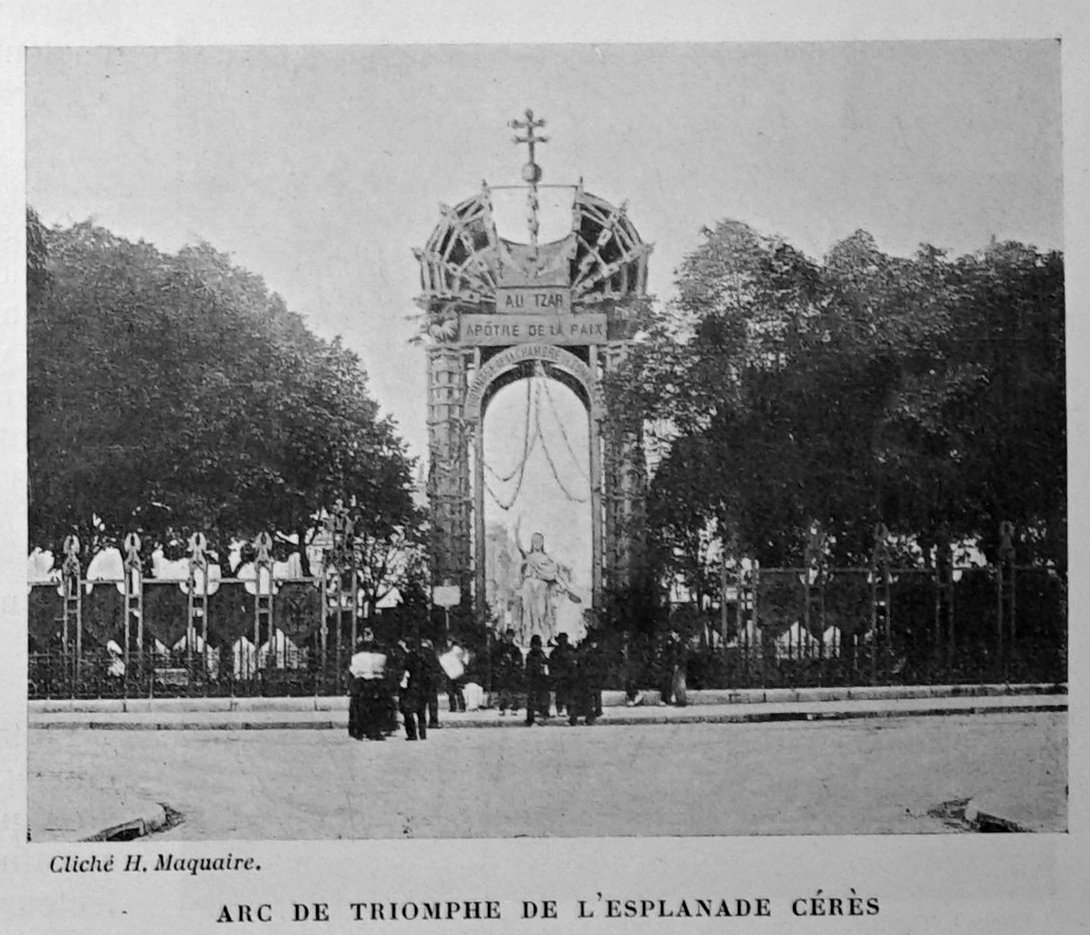
Arche lors de la visite du Tzar en 1901,
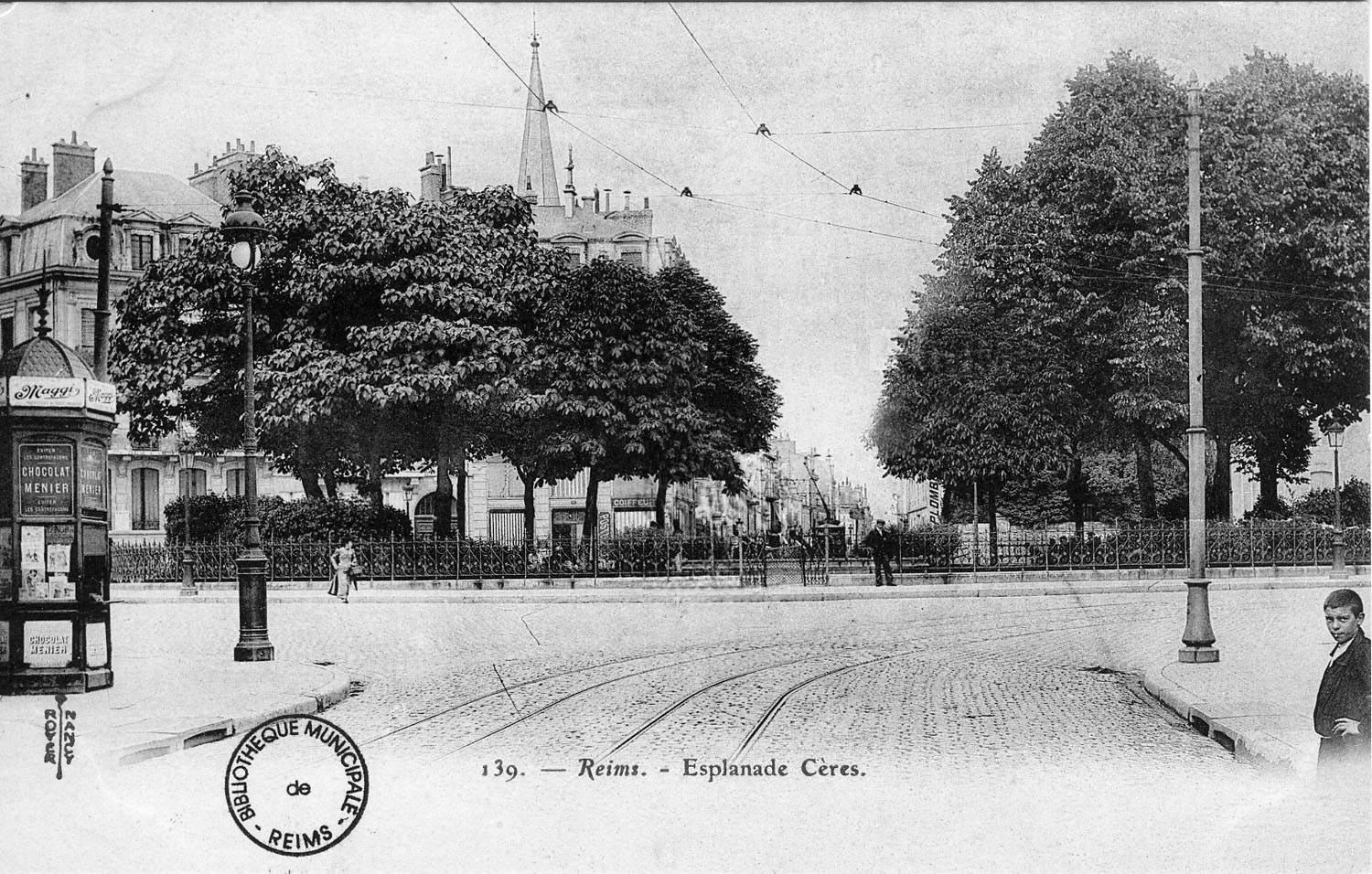
le tram sans le monument central, avant 1924.
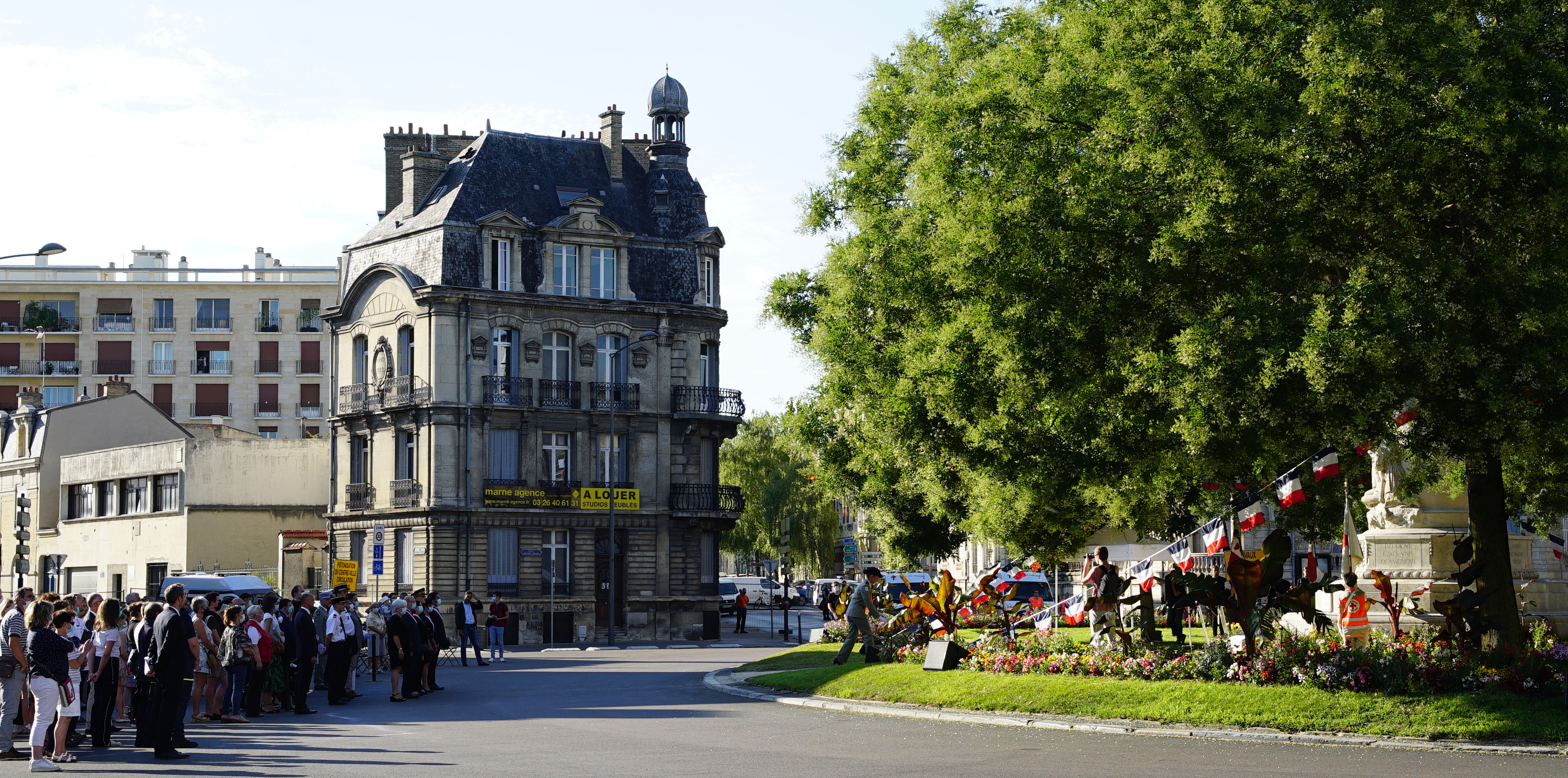
En 2020 lors de l'hommage aux personnels soignants.

## Bâtiments remarquables et lieux de mémoire
- L'hôtel Godbert à l'angle nord/est de la place.
- Au 14, se situe un immeuble Art déco construit, en 1924, par Constant Ouvière, prévu à l'origine pour un café et des habitations à l'étage.
- Au centre, Monument en hommage aux infirmières du monde.

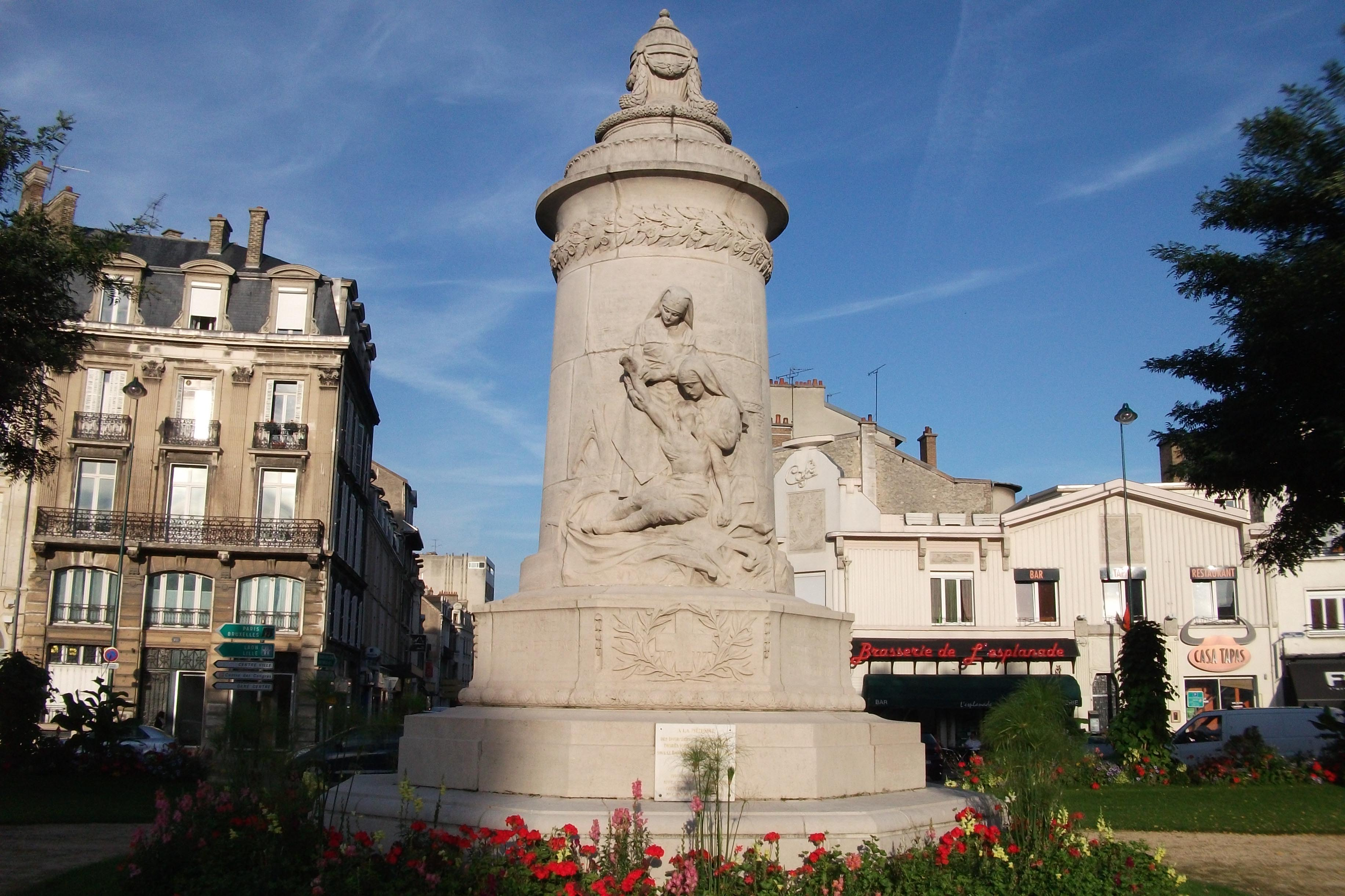
Le monument au centre de la place.
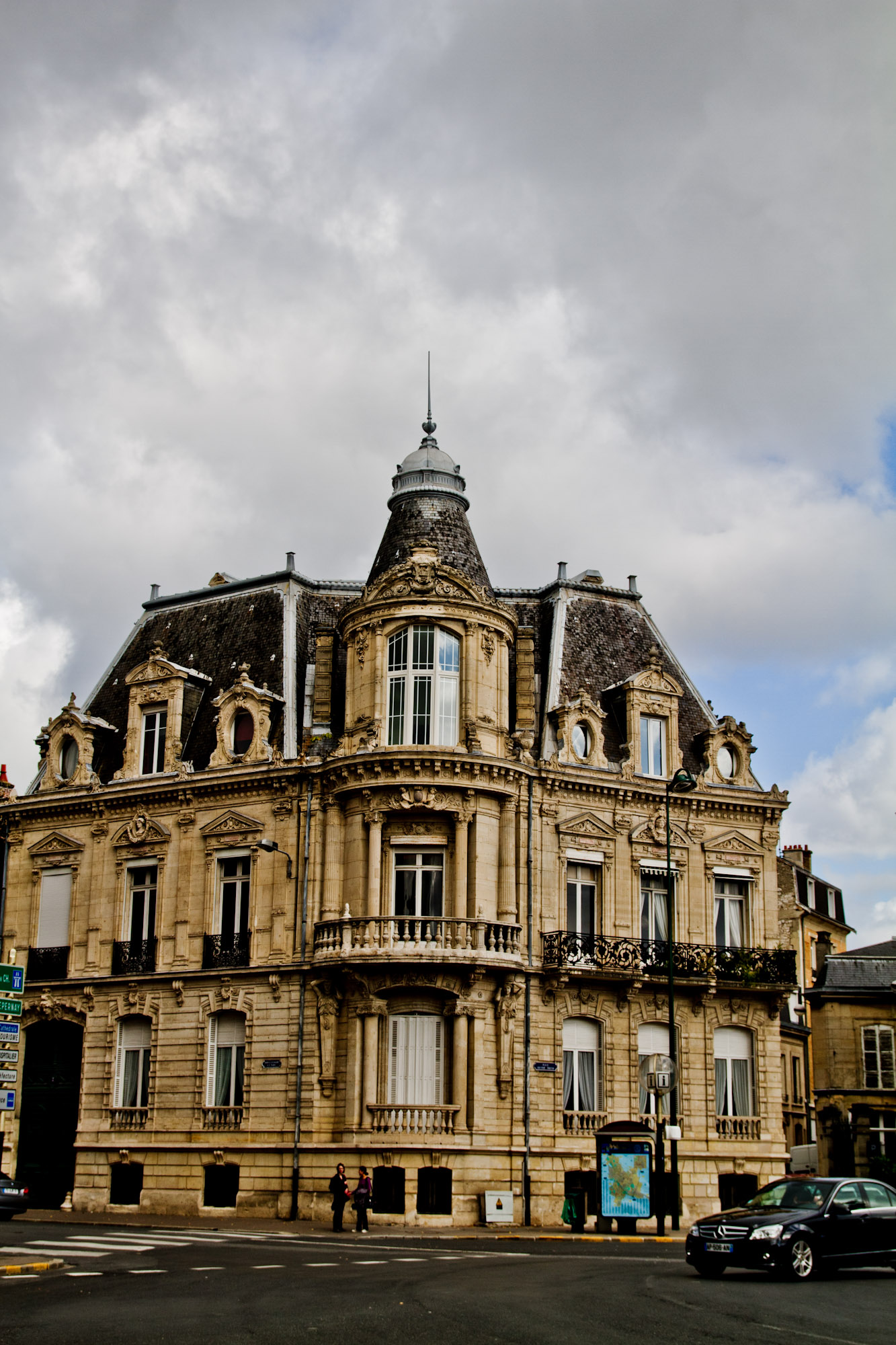
l'hôtel Godbert.